# Список глав Таджикистана

Штандарт президента Таджикистана

Список глав Таджикистана включает лиц, являвшихся главой государства Таджикистана со времени создания в 1924 году Таджикской АССР как автономной республики в составе союзной Узбекской ССР, объединившей территории бывших Туркестанской АССР, Хорезмской ССР и Бухарской ССР, разделившихся на союзные и автономные республики в ходе национально-территориального размежевания Средней Азии.
Согласно действующей конституции, вступившей в силу в 1994 году, главой государства и верховным главнокомандующим Вооружёнными силами является Президент Республики Таджикистан (тадж. Президенти Ҷумҳурии Тоҷикистон), избираемый на семь лет с правом однократного переизбрания.
Использованная в первом столбце таблиц нумерация является условной; также условным является использование в первом столбце цветовой заливки, служащей для упрощения восприятия принадлежности лиц к различным политическим силам без необходимости обращения к столбцу, отражающему партийную принадлежность. Наряду с партийной принадлежностью, в столбце «Партия» также отражён беспартийный статус персоналий. В столбце «Выборы» отражены состоявшиеся выборные процедуры или иные основания получения полномочий. Для удобства список разделён на принятые в историографии периоды истории страны. Приведённые в преамбулах к каждому из разделов описания этих периодов призваны пояснить особенности её политической жизни.
В XX веке таджикская письменность 3 раза меняла графическую основу официально используемого алфавита (арабскую до 1930 года, латинскую до 1940 года и кириллическую по сей день), что отражало как потребности носителей языка, так и политическую конъюнктуру. По возможности, таджикские имена и наименования государственных должностей и самого государства, приведены в списке с учётом использовавшейся в соответствующий период письменности.

## Таджикская АССР (1924—1929) в составе УзССР
В апреле 1917 года после Февральской революции в России власть в регионе перешла к Туркестанскому комитету Временного правительства. Параллельно с этим в Туркестане появились как Советы рабочих и солдатских депутатов, начавшие подготовку к реализации новой революции, так и местные националистические организации. Так, 1 (14) ноября в результате вспыхнувшего восстания в Ташкенте была провозглашена советская власть, предложение местных мусульман о создании коалиционного правительства которой было отвергнуто. В связи с этим 28 ноября (11 декабря) недалеко от Ташкента, в Коканде, в противовес большевикам была провозглашена Кокандская автономия в составе Российской республики, возглавлявшаяся Туркестанским автономным правительством. После уличных боёв 9 (22) февраля 1918 года красногвардейские отряды взяли Коканд, упразднив автономию. 30 апреля Всетуркестанский съезд Советов провозгласил автономией в составе РСФСР Туркестанскую Советскую Федеративную Республику, включившую территорию Туркестанского края. В феврале председатель Туркестанского СНК попытался установить в Бухарском эмирате советскую власть, однако получил отпор от местных войск эмира. В сентябре 1920 года Туркестанский фронт РККА во главе с Михаилом Фрунзе захватил Бухару, где 8 октября была провозглашена Бухарская народная советская республика, преобразованная в сентябре 1924 года в Бухарскую ССР в составе СССР. Ранее, в апреле, в результате восстания в столице Хивинского ханства большевиками была провозглашена Хорезмская НСР, позже вошедшая в состав СССР как Хорезмская ССР.
12 июня 1924 года Среднеазиатское бюро ЦК РКП(б) издало постановление «О национальном размежевании республик Средней Азии». В сентябре Туркестанский ЦИК, Всебухарский и Всехорезмский курултаи (съезды) Советов приняли решение объединить населяющие их народы в государственные образования на основе национального принципа и о будущем вхождении этих образований на договорных началах в СССР. 27 октября ЦИК СССР утвердил принятые ранее решения — из частей Туркестанской АССР, Бухарской и Хорезмской ССР была образована Узбекская ССР, в которую также входила Таджикская Автономная Социалистическая Советская Республика (тадж. جمهوری سوسیالیستی خودمختار تاجیکستان شوروی). 26 ноября в республике был создан Революционный комитет (Ревком). 13 мая 1925 года государственное образование, являвшееся через УзССР частью СССР, вошло в его состав как союзная республика, распространив на своей территории действие Договора об образовании СССР. В декабре 1926 года на I Всетаджикском съезде Советов избран Центральный исполнительный комитет, сменивший Ревком, и сформирован Совет народных комиссаров — правительство Таджикистана. 28 апреля 1929 года в республике была принята первая конституция. 16 октября Таджикская АССР преобразовалась в союзную республику СССР.
|          | Портрет         | Имя (годы жизни)                                                  | Полномочия      | Полномочия | Партия                                            | Наименование должности                                                              | Пр.                  |
| Начало   | Портрет         | Имя (годы жизни)                                                  | Окончание       | | Партия                                            | Наименование должности                                                              | Пр.                  |
| -------- | --------------- | ----------------------------------------------------------------- | --------------- | --- | ------------------------------------------------- | ----------------------------------------------------------------------------------- | -------------------- |
| 1 (I—II) |                 | Нусратулло Максум Лутфуллаев (1881—1937) тадж. نصرت الله لطف الله | 26 ноября 1924  | 16 декабря 1926 | Коммунистическая партия (большевиков) Узбекистана | Председатель Таджикского Революционного комитета тадж. رئیس کمیته انقلابی تاجیکستان | [ 15 ] [ 16 ] [ 17 ] |
| 1 (I—II) | 16 декабря 1926 | Нусратулло Максум Лутфуллаев (1881—1937) тадж. نصرت الله لطف الله | 16 октября 1929 | Председатель Центрального исполнительного комитета Таджикской Автономной Социалистической Советской Республики тадж. رئیس کمیته اجرایی مرکزی جمهوری مختار شوروی اجتماعی تاجیکستان | Коммунистическая партия (большевиков) Узбекистана |                                                                                     | [ 15 ] [ 16 ] [ 17 ] |

## Таджикская ССР (1929—1991) в составе СССР
16 октября 1929 года Таджикская АССР преобразовалась в Таджикскую Социалистическую Советскую Республику (тадж. جمهوری شوروی اجتماعی تاجیکستان), вошедшую 5 декабря в состав СССР как союзная республика. 5 декабря 1936 года на чрезвычайном VIII Всесоюзном съезде Советов была принята новая Конституция СССР, в которой было отражено новое название Таджикистана — Таджикская Советская Социалистическая Республика (тадж. Respuʙlikaji Sovetiji Sotsialistiji Toçikiston). В марте 1937 года VI Всетаджикский съезд Советов принял таджикскую конституцию, согласно которой высшим органом государственной власти в республике стал Верховный Совет, избираемый на 4 года.
В феврале 1990 года в Душанбе начались манифестации против советского руководства республики, быстро принявшие характер антирусских погромов. В ходе столкновений погибло более 20 человек, начался отток русского населения из страны. В ноябре на сессии Верховного Совета Таджикистана председатель Совета и секретарь ЦК КПТ Кахар Махкамов избран президентом советской республики. В августе 1991 года Махкамов поддержал действия ГКЧП в Москве, после чего 31 августа лишён полномочий президента. В тот же день Верховный Совет переименовал страну в «Республику Таджикистан», 9 сентября им провозглашена государственная независимость страны.
|           | Портрет         | Имя (годы жизни)                                                                                 | Полномочия      | Полномочия | Партия                                             | Наименование должности | Пр.           |
| Начало    | Портрет         | Имя (годы жизни)                                                                                 | Окончание       | | Партия                                             | Наименование должности | Пр.           |
| --------- | --------------- | ------------------------------------------------------------------------------------------------ | --------------- | --- | -------------------------------------------------- | --- | ------------- |
| (1)       |                 | Нусратулло Максум Лутфуллаев (1881—1937) тадж. نصرت الله لطف الله / Nusratullo Maxsum Lutfulloev | 16 октября 1929 | 25 февраля 1931 | Коммунистическая партия (большевиков) Таджикистана | Председатель Центрального исполнительного комитета Таджикской Социалистической Советской Республики тадж. رئیس کمیته اجرایی مرکزی جمهوری شوروی اجتماعی تاجیکستان / Raisi Komiteti Ijroiyai Markaziyi Respublikaji Sotsialistiji Sovetiji Toçikiston | [ 16 ] [ 17 ] |
| (1)       | 25 февраля 1931 | Нусратулло Максум Лутфуллаев (1881—1937) тадж. نصرت الله لطف الله / Nusratullo Maxsum Lutfulloev | 28 декабря 1933 | | Коммунистическая партия (большевиков) Таджикистана | Председатель Центрального исполнительного комитета Таджикской Социалистической Советской Республики тадж. رئیس کمیته اجرایی مرکزی جمهوری شوروی اجتماعی تاجیکستان / Raisi Komiteti Ijroiyai Markaziyi Respublikaji Sotsialistiji Sovetiji Toçikiston | [ 16 ] [ 17 ] |
| 2 (I—II)  |                 | Шириншо Шотемур (1899—1937) тадж. Şirinşoh Şohtemur                                              | 28 декабря 1933 | 16 января 1935 | Коммунистическая партия (большевиков) Таджикистана | Председатель Центрального исполнительного комитета Таджикской Социалистической Советской Республики тадж. رئیس کمیته اجرایی مرکزی جمهوری شوروی اجتماعی تاجیکستان / Raisi Komiteti Ijroiyai Markaziyi Respublikaji Sotsialistiji Sovetiji Toçikiston | [ 21 ] [ 22 ] |
| 2 (I—II)  | 16 января 1935  | Шириншо Шотемур (1899—1937) тадж. Şirinşoh Şohtemur                                              | 5 декабря 1936  | | Коммунистическая партия (большевиков) Таджикистана | Председатель Центрального исполнительного комитета Таджикской Социалистической Советской Республики тадж. رئیس کمیته اجرایی مرکزی جمهوری شوروی اجتماعی تاجیکستان / Raisi Komiteti Ijroiyai Markaziyi Respublikaji Sotsialistiji Sovetiji Toçikiston | [ 21 ] [ 22 ] |
| 2 (I—II)  | 5 декабря 1936  | Шириншо Шотемур (1899—1937) тадж. Şirinşoh Şohtemur                                              | 9 июля 1937     | Председатель Центрального исполнительного комитета Таджикской Советской Социалистической Республики тадж. Raisi Komiteti Ijroiyai Markaziyi Respublikaji Sovetiji Sotsialistiji Toçikiston                                                              | Коммунистическая партия (большевиков) Таджикистана | | [ 21 ] [ 22 ] |
| и. о.     |                 | Абдулло Рахимбаевич Рахимбаев (1896—1938) тадж. Abdullo Raximboyevich Raximboyev                 | 9 июля 1937     | Председатель Центрального исполнительного комитета Таджикской Советской Социалистической Республики тадж. Raisi Komiteti Ijroiyai Markaziyi Respublikaji Sovetiji Sotsialistiji Toçikiston                                                              | Коммунистическая партия (большевиков) Таджикистана | сентябрь 1937 | [ 23 ] [ 24 ] |
| 3 (I—III) |                 | Мунавар Шагадаев (1898—1974) тадж. Мунаввар Шогадоев                                             | 14 октября 1937 | Председатель Центрального исполнительного комитета Таджикской Советской Социалистической Республики тадж. Raisi Komiteti Ijroiyai Markaziyi Respublikaji Sovetiji Sotsialistiji Toçikiston                                                              | Коммунистическая партия (большевиков) Таджикистана | 13 июля 1938 | [ 25 ] [ 26 ] |
| 3 (I—III) | 15 июля 1938    | Мунавар Шагадаев (1898—1974) тадж. Мунаввар Шогадоев                                             | 25 апреля 1947  | Председатель Президиума Верховного Совета Таджикской Советской Социалистической Республики тадж. Raisi Prezidiumi Soveti Oliji Respuʙlikaji Sovetiji Sotsialistiji Toçikiston / Раиси Президиуми Совети Олии Республикаи Советии Социалистии Тоҷикистон | Коммунистическая партия (большевиков) Таджикистана | | [ 25 ] [ 26 ] |
| 3 (I—III) | 25 апреля 1947  | Мунавар Шагадаев (1898—1974) тадж. Мунаввар Шогадоев                                             | 29 июля 1950    | Председатель Президиума Верховного Совета Таджикской Советской Социалистической Республики тадж. Raisi Prezidiumi Soveti Oliji Respuʙlikaji Sovetiji Sotsialistiji Toçikiston / Раиси Президиуми Совети Олии Республикаи Советии Социалистии Тоҷикистон | Коммунистическая партия (большевиков) Таджикистана | | [ 25 ] [ 26 ] |
| 4 (I—III) |                 | Назаршо Додхудоевич Додхудоев (1915—2000) тадж. Назаршо Додхудоевич Додхудоев                    | 29 июля 1950    | Председатель Президиума Верховного Совета Таджикской Советской Социалистической Республики тадж. Raisi Prezidiumi Soveti Oliji Respuʙlikaji Sovetiji Sotsialistiji Toçikiston / Раиси Президиуми Совети Олии Республикаи Советии Социалистии Тоҷикистон | Коммунистическая партия (большевиков) Таджикистана | 19 апреля 1951 | [ 27 ] [ 28 ] |
| 4 (I—III) | 19 апреля 1951  | Назаршо Додхудоевич Додхудоев (1915—2000) тадж. Назаршо Додхудоевич Додхудоев                    | 28 марта 1955   | Председатель Президиума Верховного Совета Таджикской Советской Социалистической Республики тадж. Raisi Prezidiumi Soveti Oliji Respuʙlikaji Sovetiji Sotsialistiji Toçikiston / Раиси Президиуми Совети Олии Республикаи Советии Социалистии Тоҷикистон | Коммунистическая партия (большевиков) Таджикистана | | [ 27 ] [ 28 ] |
| 4 (I—III) | 28 марта 1955   | Назаршо Додхудоевич Додхудоев (1915—2000) тадж. Назаршо Додхудоевич Додхудоев                    | 25 мая 1956     | Председатель Президиума Верховного Совета Таджикской Советской Социалистической Республики тадж. Raisi Prezidiumi Soveti Oliji Respuʙlikaji Sovetiji Sotsialistiji Toçikiston / Раиси Президиуми Совети Олии Республикаи Советии Социалистии Тоҷикистон | Коммунистическая партия Таджикистана               | | [ 27 ] [ 28 ] |
| 5 (I—II)  |                 | Мирзо Рахматович Рахматов (1914—1998)                                                            | 25 мая 1956     | Председатель Президиума Верховного Совета Таджикской Советской Социалистической Республики тадж. Raisi Prezidiumi Soveti Oliji Respuʙlikaji Sovetiji Sotsialistiji Toçikiston / Раиси Президиуми Совети Олии Республикаи Советии Социалистии Тоҷикистон | Коммунистическая партия Таджикистана               | 27 марта 1959 | [ 29 ] [ 30 ] |
| 5 (I—II)  | 27 марта 1959   | Мирзо Рахматович Рахматов (1914—1998)                                                            | 28 марта 1963   | Председатель Президиума Верховного Совета Таджикской Советской Социалистической Республики тадж. Raisi Prezidiumi Soveti Oliji Respuʙlikaji Sovetiji Sotsialistiji Toçikiston / Раиси Президиуми Совети Олии Республикаи Советии Социалистии Тоҷикистон | Коммунистическая партия Таджикистана               | | [ 29 ] [ 30 ] |
| 6 (I—V)   |                 | Махмадулло Холович Холов (1920—1989) тадж. Маҳмадулло Холович Холов                              | 28 марта 1963   | Председатель Президиума Верховного Совета Таджикской Советской Социалистической Республики тадж. Raisi Prezidiumi Soveti Oliji Respuʙlikaji Sovetiji Sotsialistiji Toçikiston / Раиси Президиуми Совети Олии Республикаи Советии Социалистии Тоҷикистон | Коммунистическая партия Таджикистана               | 19 апреля 1967 | [ 31 ] [ 32 ] |
| 6 (I—V)   | 19 апреля 1967  | Махмадулло Холович Холов (1920—1989) тадж. Маҳмадулло Холович Холов                              | 29 июня 1971    | Председатель Президиума Верховного Совета Таджикской Советской Социалистической Республики тадж. Raisi Prezidiumi Soveti Oliji Respuʙlikaji Sovetiji Sotsialistiji Toçikiston / Раиси Президиуми Совети Олии Республикаи Советии Социалистии Тоҷикистон | Коммунистическая партия Таджикистана               | | [ 31 ] [ 32 ] |
| 6 (I—V)   | 29 июня 1971    | Махмадулло Холович Холов (1920—1989) тадж. Маҳмадулло Холович Холов                              | 3 июля 1975     | Председатель Президиума Верховного Совета Таджикской Советской Социалистической Республики тадж. Raisi Prezidiumi Soveti Oliji Respuʙlikaji Sovetiji Sotsialistiji Toçikiston / Раиси Президиуми Совети Олии Республикаи Советии Социалистии Тоҷикистон | Коммунистическая партия Таджикистана               | | [ 31 ] [ 32 ] |
| 6 (I—V)   | 3 июля 1975     | Махмадулло Холович Холов (1920—1989) тадж. Маҳмадулло Холович Холов                              | 25 марта 1980   | Председатель Президиума Верховного Совета Таджикской Советской Социалистической Республики тадж. Raisi Prezidiumi Soveti Oliji Respuʙlikaji Sovetiji Sotsialistiji Toçikiston / Раиси Президиуми Совети Олии Республикаи Советии Социалистии Тоҷикистон | Коммунистическая партия Таджикистана               | | [ 31 ] [ 32 ] |
| 6 (I—V)   | 25 марта 1980   | Махмадулло Холович Холов (1920—1989) тадж. Маҳмадулло Холович Холов                              | 14 января 1984  | Председатель Президиума Верховного Совета Таджикской Советской Социалистической Республики тадж. Raisi Prezidiumi Soveti Oliji Respuʙlikaji Sovetiji Sotsialistiji Toçikiston / Раиси Президиуми Совети Олии Республикаи Советии Социалистии Тоҷикистон | Коммунистическая партия Таджикистана               | | [ 31 ] [ 32 ] |
| и. о.     |                 | Низорамо Одинаевна Зарипова (1923—2024) тадж. Низорамоҳ Одинаевна Зарифова                       | 14 января 1984  | 17 февраля 1984 | Коммунистическая партия Таджикистана               | Заместитель Председателя Президиума Верховного Совета Таджикской Советской Социалистической Республики тадж. Ҷонишини Раиси Президиуми Совети Олии Республикаи Советии Сотсиалистии Тоҷикистон                                                      | [ 33 ] [ 34 ] |
| и. о.     |                 | Владимир Яковлевич Опланчук (1919—1991)                                                          | 14 января 1984  | 17 февраля 1984 | Коммунистическая партия Таджикистана               | Заместитель Председателя Президиума Верховного Совета Таджикской Советской Социалистической Республики тадж. Ҷонишини Раиси Президиуми Совети Олии Республикаи Советии Сотсиалистии Тоҷикистон                                                      | [ 35 ]        |
| 7 (I—II)  |                 | Гаибназар Паллаевич Паллаев (1929—2000) тадж. Ғоибназар Паллаевич Паллаев                        | 17 февраля 1984 | 29 марта 1985 | Коммунистическая партия Таджикистана               | Председатель Президиума Верховного Совета Таджикской Советской Социалистической Республики тадж. Раиси Президиуми Совети Олии Республикаи Советии Социалистии Тоҷикистон                                                                            | [ 36 ]        |
| 7 (I—II)  | 29 марта 1985   | Гаибназар Паллаевич Паллаев (1929—2000) тадж. Ғоибназар Паллаевич Паллаев                        | 12 апреля 1990  | | Коммунистическая партия Таджикистана               | Председатель Президиума Верховного Совета Таджикской Советской Социалистической Республики тадж. Раиси Президиуми Совети Олии Республикаи Советии Социалистии Тоҷикистон                                                                            | [ 36 ]        |
| 8 (I—II)  |                 | Кахар Махкамович Махкамов (1932—2016) тадж. Қаҳҳор Маҳкамович Маҳкамов                           | 12 апреля 1990  | 30 ноября 1990 | Коммунистическая партия Таджикистана               | Председатель Верховного Совета Таджикской Советской Социалистической Республики тадж. Раиси Совети Олии Республикаи Советии Сотсиалистии Тоҷикистон                                                                                                 | [ 37 ]        |
| 8 (I—II)  | 30 ноября 1990  | Кахар Махкамович Махкамов (1932—2016) тадж. Қаҳҳор Маҳкамович Маҳкамов                           | 31 августа 1991 | Президент Таджикской Советской Социалистической Республики тадж. Президенти Республикаи Советии Сотсиалистии Тоҷикистон | Коммунистическая партия Таджикистана               | | [ 37 ]        |
| и. о.     |                 | Кадриддин Аслонович Аслонов (1947—1992) тадж. Қадриддин Аслонович Аслонов                        | 31 августа 1991 | 9 сентября 1991 | Коммунистическая партия Таджикистана               | Исполняющий обязанности Президента Республики Таджикистан тадж. Иҷрокунандаи вазифаи Президенти Ҷумҳурии Тоҷикистон | [ 38 ]        |

## Республика Таджикистан (с 1991)
В ноябре 1990 года на сессии Верховного Совета Таджикской ССР председатель Совета и секретарь ЦК КПТ Кахар Махкамов избран президентом советской республики. В августе 1991 года Махкамов поддержал действия ГКЧП в Москве, после чего 31 августа лишён полномочий президента. В тот же день Верховный Совет переименовал страну в Республику Таджикистан (тадж. Ҷумҳурии Тоҷикистон), 9 сентября им провозглашена государственная независимость страны. В ноябре в Таджикистане прошли выборы, на которых президентом избран Рахмон Набиев — выходец из Ленинабадской (Ходжентской) области.
С проведением президентских выборов к власти пришли ходжентцы, которых поддерживали кулябцы, гиссары и узбеки. Оппозицией стали Демократическвя партия и Партия исламского возрождения. Весной 1992 года оппозиция взяла под контроль основные правительственные учреждения столицы. В мае под давлением оппозиции в стране было создано коалиционное правительство, однако столкновения продолжались, но уже на юге Таджикистана. Вскоре объекты промышленной и транспортной инфраструктуры были переданы миротворческим силам России. В сентябре Набиев подал в отставку. Противостояние переросло в гражданскую войну. В ноябре председателем Верховного Совета избран Эмомали Рахмонов, взявший на себя полномочия главы государства. В ноябре 1994 года в охваченной войной стране прошёл референдум о принятии новой Конституции, Основной закон приняло 95 % проголосовавших. Одновременно с этим, в Таджикистане проходили выборы, на которых одержал победу Рахмонов, избранный президентом страны. В 1997 году между сторонами был подписан мирный договор — гражданская война окончилась.
В 1999 году в стране прошёл референдум, увеличивший срок полномочий президента с 4 до 7 лет. В том же году Рахмонов был переизбран на второй срок. В 2003 году третий референдум разрешил президенту занимать два семилетних срока и обнулил Рахмонову предыдущие, что позволило ему избираться в 2006 и 2013 годах. В 2016 году прошёл очередной референдум, позволивший Эмомали Рахмону (в 2007 году сменил фамилию) переизбираться президентом неограниченное количество раз и запретивший создание в стране партий по религиозному и национальному признакам, что нарушает условия мирного соглашения 1997 года.
Курсивом и серым цветом выделены даты начала и окончания полномочий Акбаршо Искандарова, временно замещавшего Рахмона Набиева на время проведения его предвыборной кампании.
|                 | Портрет         | Имя (годы жизни)                                                                                               | Полномочия       | Полномочия                                  | Партия                               | Выборы                                                                                           | Наименование должности                                                                                              | Пр.           |
| Начало          | Портрет         | Имя (годы жизни)                                                                                               | Окончание        |                                             | Партия                               | Выборы                                                                                           | Наименование должности                                                                                              | Пр.           |
| --------------- | --------------- | --- | ---------------- | ------------------------------------------- | ------------------------------------ | ------------------------------------------------------------------------------------------------ | --- | ------------- |
| и. о.           |                 | Кадриддин Аслонович Аслонов (1947—1992) тадж. Қадриддин Аслонович Аслонов                                      | 9 сентября 1991  | 23 сентября 1991                            | Коммунистическая партия Таджикистана | [ комм. 6 ]                                                                                      | Исполняющий обязанности Президента Республики Таджикистан тадж. Иҷрокунандаи вазифаи Президенти Ҷумҳурии Тоҷикистон | [ 38 ]        |
| и. о.           |                 | Рахмон Набиевич Набиев (1930—1993) тадж. Раҳмон Набиевич Набиев                                                | 23 сентября 1991 | 2 декабря 1991                              | Социалистическая партия Таджикистана | [ комм. 6 ]                                                                                      | Исполняющий обязанности Президента Республики Таджикистан тадж. Иҷрокунандаи вазифаи Президенти Ҷумҳурии Тоҷикистон | [ 42 ]        |
| 9               | 2 декабря 1991  | Рахмон Набиевич Набиев (1930—1993) тадж. Раҳмон Набиевич Набиев                                                | 7 сентября 1992  | Коммунистическая партия Таджикистана        | 1991                                 | Президент Республики Таджикистан тадж. Президенти Ҷумҳурии Тоҷикистон                            | | [ 42 ]        |
| и. о.           |                 | Акбаршо Искандарович Искандаров (1951—)                                                                        | 5 октября 1991   | 2 декабря 1991                              | беспартийный                         | [ комм. 10 ]                                                                                     | Исполняющий обязанности Президента Республики Таджикистан тадж. Иҷрокунандаи вазифаи Президенти Ҷумҳурии Тоҷикистон | [ 38 ]        |
| и. о.           | 7 сентября 1992 | Акбаршо Искандарович Искандаров (1951—)                                                                        | 19 ноября 1992   | [ комм. 6 ]                                 | беспартийный                         |                                                                                                  | Исполняющий обязанности Президента Республики Таджикистан тадж. Иҷрокунандаи вазифаи Президенти Ҷумҳурии Тоҷикистон | [ 38 ]        |
| и. о.           |                 | Эмомали Рахмон (1952—) тадж. Эмомалӣ Раҳмон урожд. Эмомали Шарипович Рахмонов тадж. Эмомалӣ Шарифович Раҳмонов | 19 ноября 1992   | 27 ноября 1992                              | беспартийный                         | [ комм. 11 ]                                                                                     | Исполняющий обязанности Президента Республики Таджикистан тадж. Иҷрокунандаи вазифаи Президенти Ҷумҳурии Тоҷикистон | [ 43 ] [ 44 ] |
| 10 (I—VI)       | 27 ноября 1992  | Эмомали Рахмон (1952—) тадж. Эмомалӣ Раҳмон урожд. Эмомали Шарипович Рахмонов тадж. Эмомалӣ Шарифович Раҳмонов | 16 ноября 1994   | [ комм. 12 ]                                | беспартийный                         | Председатель Верховного Совета Республики Таджикистан тадж. Раиси Шӯрои Олии Ҷумҳурии Тоҷикистон | | [ 43 ] [ 44 ] |
|                 | 16 ноября 1994  | Эмомали Рахмон (1952—) тадж. Эмомалӣ Раҳмон урожд. Эмомали Шарипович Рахмонов тадж. Эмомалӣ Шарифович Раҳмонов | 16 ноября 1999   | Народно-демократическая партия Таджикистана | 1994                                 | Президент Республики Таджикистан тадж. Президенти Ҷумҳурии Тоҷикистон                            | | [ 43 ] [ 44 ] |
| 16 ноября 1999  | 18 ноября 2006  | Эмомали Рахмон (1952—) тадж. Эмомалӣ Раҳмон урожд. Эмомали Шарипович Рахмонов тадж. Эмомалӣ Шарифович Раҳмонов | 1999             |                                             |                                      | Президент Республики Таджикистан тадж. Президенти Ҷумҳурии Тоҷикистон                            | | [ 43 ] [ 44 ] |
| 18 ноября 2006  | 16 ноября 2013  | Эмомали Рахмон (1952—) тадж. Эмомалӣ Раҳмон урожд. Эмомали Шарипович Рахмонов тадж. Эмомалӣ Шарифович Раҳмонов | 2006             |                                             |                                      | Президент Республики Таджикистан тадж. Президенти Ҷумҳурии Тоҷикистон                            | | [ 43 ] [ 44 ] |
| 16 ноября 2013  | 30 октября 2020 | Эмомали Рахмон (1952—) тадж. Эмомалӣ Раҳмон урожд. Эмомали Шарипович Рахмонов тадж. Эмомалӣ Шарифович Раҳмонов | 2013             |                                             |                                      | Президент Республики Таджикистан тадж. Президенти Ҷумҳурии Тоҷикистон                            | | [ 43 ] [ 44 ] |
| 30 октября 2020 | действующий     | Эмомали Рахмон (1952—) тадж. Эмомалӣ Раҳмон урожд. Эмомали Шарипович Рахмонов тадж. Эмомалӣ Шарифович Раҳмонов | 2020             |                                             |                                      | Президент Республики Таджикистан тадж. Президенти Ҷумҳурии Тоҷикистон                            | | [ 43 ] [ 44 ] |